# Telex (együttes)
 A Telex egy belga könnyűzenei együttes volt. Ők képviselték Belgiumot az 1980-as Eurovíziós Dalfesztiválon Euro-Vision című dalukkal, amely végül a tizenhetedik helyet érte el.

## Az együttes története
1979-ben a disco, punk, és a kísérleti státuszban lévő elektronikus zene esztétikáját keverve kiadták a Les Chats Sauvages "Twist á St. Tropez"-jének lecsupaszított szintetizált feldolgozását. Ezt követte a "Rock Around the Clock" ultralassú feldolgozása, majd Plastic Bertrand "Ca Plane Pour Moi" című dalának laza, és szenvedélytelen változata, valamint a "Dance to the Music" mechanikus feldolgozása. A Telex teljes egészében elektronikus hangszerekből építette fel zenéjét, örömtelien tiszteletlen humort alkalmazva. A csapat debütáló albuma a Looking for Saint Tropez  tartalmazza a Moskow Discow című slágerüket is.

## Diszkográfia

### Albumok
- 1979: Looking for Saint Tropez
- 1980: Neurovision
- 1981: Sex (released in some countries as "Birds and Bees" with a slightly altered track listing)
- 1984: Wonderful World
- 1988: Looney Tunes
- 2006: How Do You Dance?

### Válogatások és remix albumok
- 1982: More Than Distance (includes singles, album tracks, B sides, and newly remixed/recorded tracks, two with English lyrics by Jo Callis)
- 1989: Les Rythmes Automatiques (album of re-recorded back-catalogue)
- 1993: Belgium...One Point (a box set of the first five albums plus bonus tracks)
- 1994: Is Release a Humour? – We Love Telex (Japan only. remixed by Japanese DJs)
- 1998: I Don't Like Music (remixed by Carl Craig and others)
- 1998: I Don't Like Remixes: Original Classics 78–86 (a 'best-of' compilation)
- 1999: I (Still) Don't Like Music Remixes Vol. 2 (DJ remixes)
- 2009: Ultimate Best Of
- 2021: This Is Telex (1978–2006 tracks newly mixed with 2 unreleased covers—"Dear Prudence" from the Beatles and "The Beat Goes On" from Sonny & Cher)